# Administración Militar Soviética en Alemania
La Administración Militar Soviética en Alemania (en ruso: Советская военная администрация в Германии, o Soviétskaya Voénnaia Administratsia v Guermanii, y abreviado СВАГ o SVAG; en alemán: Sowjetische Militäradministration in Deutschland, SMAD) fue el gobierno militar soviético, acuartelado en la localidad Karlshorst, que dirigió la administración política, económica y militar de la zona oriental de Alemania ocupada por el Ejército Rojo al final de la Segunda Guerra Mundial.
En virtud de la partición determinada en la Conferencia de Yalta, los soviéticos ejercieron la administración desde la capitulación de la Alemania nazi en el 8 de mayo de 1945 hasta el establecimiento de la República Democrática Alemana (RDA) el 7 de octubre de 1949. De acuerdo con los acuerdos tomados en la Conferencia de Potsdam por la Unión Soviética, Reino Unido y Estados Unidos, el territorio de Alemania quedó dividido en tres zonas de ocupación militar, una para cada país participante; luego se fijó una cuarta zona de ocupación a ser utilizada por Francia. Asimismo ya se había fijado que las regiones germanas de Pomerania, Silesia, y Prusia Oriental, junto con la ciudad de Danzig, quedarían anexadas como territorio de Polonia o de la Unión Soviética, por lo cual no formarían parte de ninguna «zona de ocupación» al dejar de ser consideradas como territorio propiamente alemán.

## Historia

### Actividad económica

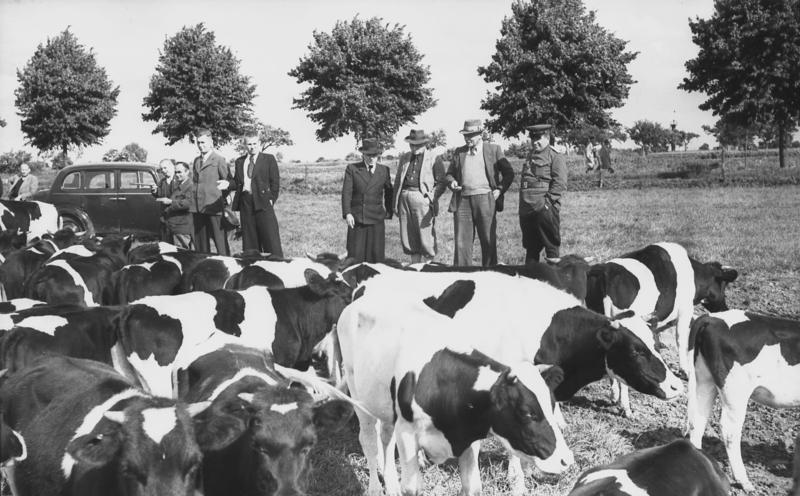
Inspección de las cooperativas agrícolas por técnicos alemanes y soviéticos, en 1949.

La Administración Militar Soviética tenía como objetivo administrar territorio alemán, pero a la vez había varios problemas que afrontar, como el enorme flujo de refugiados provenientes de las provincias anexadas a Polonia, la gran cantidad de poblaciones abandonadas por otros refugiados de Brandemburgo o Sajonia que habían huido del avance del Ejército Rojo, la gran destrucción económica originada por la misma guerra, y la gran cantidad de civiles alemanes empobrecidos a quienes se debía alimentar. La economía alemana necesitaba ser modificada para servir a fines pacíficos y no a la industria de guerra; no obstante con tal pretexto la Administración Militar Soviética sacó de Alemania muchísima infraestructura para ser usada en la reconstrucción de la Unión Soviética, desmantelando la mayor parte de fábricas aún existentes, retirando materias primas almacenadas y máquinas, e incluso llevándose vías de ferrocarril no dañadas, para instalarlas en territorio soviético en concepto de «reparaciones de guerra», lo cual impidió una recuperación económica rápida de la zona.
Los bancos privados quedaron nacionalizados en 1945, junto con toda la industria pesada que no se había transferido a la URSS, de idéntica forma se ejecutó una reforma agraria que transfirió las fincas cultivables de la antigua aristocracia prusiana (los junker) a campesinos sin tierra; no obstante la destrucción económica imperante impidió que tales medidas tuvieran un resultado práctico e inmediato, en tanto las actividades económicas de la población se dirigían a asegurar la subsistencia diaria mientras los sectores de industria, agricultura, y finanzas funcionaban de modo muy precario.
La Administración Militar Soviética estableció una serie de controles de precios para fijar la dirección de la debilitada economía, el antiguo sistema capitalista de comercio al por menor no pudo ser abolido de inmediato, pues en la Conferencia de Yalta se había acordado que los vencedores de la Segunda Guerra Mundial ejecutasen políticas económicas similares en todo el territorio de Alemania. Desde 1946, al aumentar la rivalidad soviética con Estados Unidos y Gran Bretaña y hacerse más diferentes las políticas de ocupación seguidas por cada país vencedor, la Administración Militar Soviética empezó a adquirir un mayor control sobre la economía de su zona.

### Reformas políticas
El 10 de junio de 1945 las autoridades soviéticas convocaron a elecciones en su zona de ocupación, fijando la fecha de elecciones para octubre de 1946, indicando que solo podrían participar «partidos antifascistas» para excluir así la posibilidad que antiguos nazis intentaran recuperar el poder; se presentaron el Partido Comunista de Alemania (KPD), el Partido Socialdemócrata de Alemania (SPD), la Unión Demócrata Cristiana de Alemania (CDU) y el Partido Liberal Democrático de Alemania (LDPD). En julio de 1945 se formó una coalición de estos cuatro partidos con aprobación de la Administración Militar Soviética, usando el nombre de Frente Nacional.
Pese a ello, por presión de la Unión Soviética, los partidos de comunistas y socialistas debieron fusionarse en un solo grupo en abril de 1946, tomando el nombre de Partido Socialista Unificado de Alemania (SED). Para ello se celebró una consulta que en los sectores occidentales utilizó el sistema de voto secreto, aunque los soviéticos lo prohibieron en su zona y confiscaron las urnas allí donde fueron instaladas. En el oeste, donde habían sido las primeras votaciones libres y secretas desde 1932, los resultados fueron desastrosos para los rusos: 29 610 votos en contra y solo 2937 a favor de la unión. Debido al carácter no deseado de tal unión la Administración Militar Soviética se esforzó por muchos años en eliminar las desconfianzas mutuas de las dos facciones izquierdistas recién unificadas, sobre todo de socialistas que dijeron ser postergados de toda decisión por sus nuevos «aliados» comunistas y por la propia administración soviética. En las elecciones de octubre de 1946, el recién fundado SED ganó la mayor parte de los votos emitidos la zona de ocupación soviética, pero fue derrotado en la ciudad de Berlín, donde los socialistas locales habían rechazado la unión forzosa con los comunistas. El SED obtuvo un 19,8% de los votos, incluso lejos de la CDU (22,2%) y menos de la mitad que el SPD.

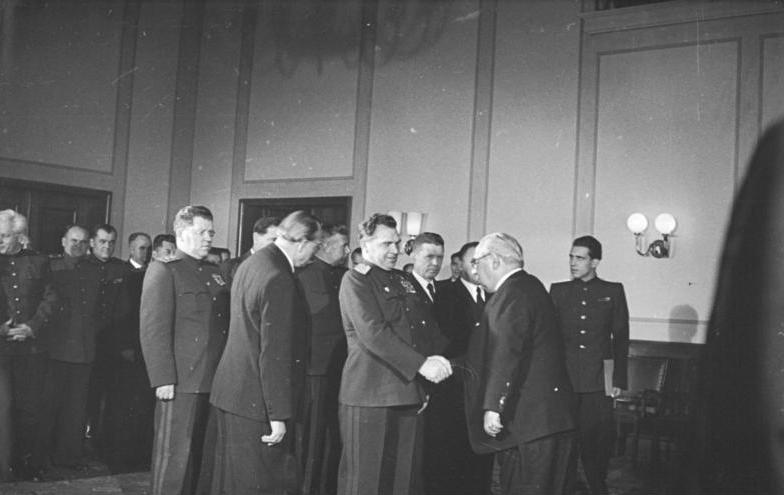
Wilhelm Pieck, primer Jefe de Estado de la RDA, recibe a Vasili Chuikov y otros generales de la Administración Militar Soviética, el 11 de noviembre de 1949.

Tras las elecciones se transfirieron funciones administrativas al partido vencedor, aunque dejando otras tareas relevantes a la autoridad soviética. Junto con ello, los demás partidos integrantes del Frente Nacional (el Partido Liberal Democrático y la Unión Demócrata Cristiana), fueron lentamente presionados para reducir sus críticas a la administración soviética así como para expulsar a sus líderes más derechistas y reemplazarlos por otros más afines a la Unión Soviética, lo cual generó que hacia 1949 tales partidos quedasen en la práctica subordinados por completo al SED, si bien aún existían formalmente.

### Fin
En noviembre de 1948 la Comisión Económica Alemana (Deutsche Wirtschaftskommission) asumió la autoridad administrativa en  Alemania oriental bajo supervisión soviética. Para mayo de 1949, cuando el Gobierno de Alemania occidental comenzó su formación, fue elegido un Congreso Popular Alemán (Deutscher Volkskongreß) en la Zona de ocupación soviética, que el 7 de octubre formaría un Gobierno provisional y establecería la República Democrática Alemana con Wilhelm Pieck como primer Presidente de la misma. El 5 de noviembre la Administración militar fue abolida y reemplazada por la Comisión de Control Soviética (Sowjetische Kontrolkommission), aunque ésta no entregaría formalmente todos sus poderes y responsabilidades al gobierno de la RDA hasta el 11 de noviembre de 1949.